# Harry Guntrip
Harry Guntrip (1901–1975) byl britský psychoanalytik, žák Ronalda Fairbairna a Donalda Woodse Winnicotta. Syntetizoval jejich přínos i přínos ostatních příslušníků britské psychoanalytické školy (Michael Balint, John Bowlby).
Guntrip byl přesvědčen, že klíč k psychopatologii tkví v raných dětských zážitcích frustrace a nespokojenosti s matkou, jež se nedostatečně přizpůsobila jeho potřebám. Guntrip rozlišil u kojence tzv. libidinosní Ego, které je vázané na vzrušující objekt, a antilibidinosní Ego, které se identifikuje s odmítajícím objektem. Pokud je situace pro kojence extrémně frustrující, dochází ke štěpení libidinosního Ega – vznikne tzv. regredující Ego, které se zříká jakéhokoli objektu a stáhne se do úplné izolace. Toto Ego pak trpí chorobnou touhou po návratu do dělohy a naplňuje osobnost bezmocí a beznadějí.